# Angel’s Symphony
Az Angel's symphony Gigi D'Agostino és Mauro Picotto közös, 1996-os kislemeze, a Gigi's Violinhoz hasonlóan ez is komolyabb visszhangot kapott. A címadó szám többféle átdolgozott verziója szerepel rajta.

## Kiadások
CD (ZYX Records)
1. Angel's symphony (Radio edit)  3:46
2. Angel's symphony (Mediterranean mix)  7:22
3. Angel's symphony (Universal FM mix)  5:02
4. Angel's symphony (Plastic mix)  5:08
5. Angel's symphony (Tranxacid mix)  5:58

("12, White label)(ZYX Records)
A-oldal
1. Angel's symphony (Mediterranean mix)  7:22

B-oldal
1. Angel's symphony (Universal FM mix)  5:01
2. Angel's symphony (Plastic mix)  5:08

("12)(BXR) ver.1
A-oldal
1. Angel's symphony (Free limit mix)  5:30
2. Angel's symphony (Club mediterranean mix)  9:10

B-oldal
1. Angel's symphony (Mediterranean mix)  7:22
2. Angel's symphony (Universal FM mix)  5:00

("12)(BXR) ver.2 (a.k.a. ("12)MCA Records)
A-oldal
1. Angel's symphony (Universal FM mix)  5:00
2. Angel's symphony (Mediterranean mix)  7:22

B-oldal
1. Angel's symphony (Plastic mix)  5:10
2. Angel's symphony (Tranxacid mix)  5:55

CD (MCA Records)
1. Angel's symphony (Simon Sadler edit)  3:33
2. Angel's symphony (Universal FM mix)  5:00
3. Angel's symphony (Mediterranean mix)  7:22
4. Angel's symphony (Plastic mix)  5:10
5. Angel's symphony (Tranxacid mix)  5:55
6. Angel's symphony (Club Mediterranean mix)  9:10

("12)(Panic Records)
A-oldal
1. Angel's symphony (Universal FM mix)  5:00

B-oldal
1. Angel's symphony (Mediterranean mix)  7:22

## Szerzők
Angel's Symphony: L. Di Agostino, M. Picotto, G. Bortolotti, M. Castrezzati & T. Giupponi - B.Mikulski Publishing/SFR Music

## Érdekességek
- A szám csak Gigi D'Agostino albumára került fel.
- A lemeznek nincs egységes borítója, minden kiadáson más szerepel.